# Tierversuchskommission
Tierversuchskommissionen werden nach §15 des deutschen Tierschutzgesetzes eingesetzt, um zuständige Behörden bei der Entscheidung über die Genehmigung von Tierversuchssanträgen beratend zu unterstützen. Eine Entscheidungsbefugnis bei der tatsächlichen Entscheidung der Behörde über ein Versuchsvorhabens hat die Kommission nicht. Die nach Landesrecht zuständigen Behörden berufen jeweils eine oder mehrere Tierversuchskommissionen.
Die Tierversuchskommissionen werden auch als Kommission nach §15 Tierschutzgesetz bezeichnet. Die mitunter verwendete Bezeichnung Ethikkommission ist falsch, denn diese ist eine Kommission, die Wissenschaftler bei Forschung am lebenden oder verstorbenen Menschen, zum Beispiel bei klinischen Studien, in ethischer und rechtlicher Hinsicht beraten, kontrollieren und beaufsichtigen. In §42 der Tierschutzversuchstierverordnung wird die Bezeichnung Tierversuchskommissionen verwendet.

## Funktion
Laut §15 des deutschen Tierschutzgesetzes muss jeder Tierversuchsantrag von der im jeweiligen Regierungsbezirk zuständigen Tierversuchskommission begutachtet werden, bevor die Behörde eine Entscheidung über den Antrag fällt. Dabei besteht die Hauptaufgabe der Kommissionen darin, die beantragten Versuche auf ihre Unerlässlichkeit und ethische Vertretbarkeit nach Artikel 38 Absatz 2 der Richtlinie 2010/63/EU zu prüfen. Das heißt, die Kommissionen prüfen unter anderem, ob es zum derzeitigen Zeitpunkt keine tierversuchsfreien Methoden gibt, mithilfe derer der jeweilige Forschungszweck erfüllt werden und die Forschungsfrage beantwortet werden kann. Wurde bis dato noch keine passende tierversuchsfreie Methode etabliert, nimmt die Kommission eine Kosten-Nutzen-Analyse vor, um den vermeintlichen wissenschaftlichen Nutzen gegenüber der Leiden, Schmerzen und Ängste für die Tiere abzuwägen. Schließlich spricht die Kommission dann eine Empfehlung gegenüber der Behörde über vollständige oder teilweise Genehmigung oder eine Ablehnung des Tierversuchsantrags aus.
Die Empfehlungen der Tierversuchskommissionen gegenüber den Behörden sind nicht öffentlich. Das heißt, dass weder nachvollzogen werden kann, wie häufig die Kommissionen Anträge zur Ablehnung empfehlen, noch ob deren Empfehlungen tatsächlich einen Einfluss auf die behördlichen Entscheidungen haben. Im Bundesdurchschnitt für 2015–2017 wurden zwischen 0,6 % bis 0,9 % der Tierversuchsanträge abgelehnt.

## Besetzung der Tierversuchskommissionen
Die Mitglieder von Tierversuchskommissionen arbeiten ehrenamtlich. Eine Tierversuchskommission besteht aus 6 bis selten 10 Mitgliedern.
Die Besetzung der Kommissionen ist in §42 der Tierschutzversuchstierverordnung geregelt. Demnach muss die Mehrheit der Mitglieder die für die Beurteilung von Tierversuchen erforderlichen Fachkenntnisse der Veterinärmedizin, Medizin oder einer anderen naturwissenschaftlichen Fachrichtung haben. Außerdem müssen mindestens ein Drittel der Mitglieder von Tierschutzorganisationen vorgeschlagen worden sein und auf Grund ihrer Erfahrung zur Beurteilung von Tierschutzfragen geeignet sein. Das Verfahren zur Auswahl der Mitglieder aus diesen Vorschlägen durch die Behörde wird als intransparent kritisiert. Die anderen zwei Drittel der Plätze werden dann von Vertretenden aus der Wissenschaft besetzt.
Äußern Tierversuchskommissionen Bedenken bezüglich eines Tierversuchsvorhabens muss die zuständige Behörde nach §42 der Tierschutzversuchstierverordnung das zuständige Bundesministerium, das Bundesministerium für Ernährung und Landwirtschaft, darüber informieren, insbesondere dann, wenn es Zweifel an der ethischen Vertretbarkeit des Vorhabens gibt.

## Kritik am Konzept der Tierversuchskommissionen

### Keine Entscheidungsfunktion
Da eine Tierversuchskommission keine Entscheidungsfunktion hat, sondern lediglich die zuständigen Behörden berät, hat sie in letzter Konsequenz keinen Einfluss auf die Entscheidung über ein Tierversuchsvorhaben. Behörden können den Versuch trotzdem vollumfänglich genehmigen, selbst wenn die Tierversuchskommission sich gegen ein Vorhaben aussprechen würde.

### Rückzug von Tierschutzorganisationen aus den Kommissionen nach „Bremer Affen-Urteil“
Ein jahrelanger Rechtsstreit um ein Tierversuchsvorhaben an der Universität Bremen, der im Jahr 2014 endete, hatte zur Folge, dass der Deutsche Tierschutzbund, Europas größter Tierschutzdachverband, sich seitdem aus den Tierversuchskommissionen zurückgezogen hat (Stand: Januar 2025).  Die Ursache für den Streit zwischen der zuständigen Genehmigungsbehörde in Bremen und der Universität Bremen war die behördliche Ablehnung eines Antrags des Affenhirnforschers Andreas Kreiter über Versuche an den Gehirnen nichtmenschlicher Primaten im Jahr 2008. Die Behörde hielt das Versuchsvorhaben für ethisch nicht vertretbar, woraufhin die Universität Bremen Widerspruch gegen die behördliche Entscheidung einlegte. Das Oberverwaltungsgericht Bremen entschied 2012, dass die Ablehnung seitens der Behörde nicht rechtens gewesen sei. Eine Revision vor dem Bundesverwaltungsgericht wurde nicht zugelassen und eine Beschwerde dagegen von Seiten des damaligen Bremer Gesundheitssenators wurde 2014 zurückgewiesen. Das Bundesverwaltungsgericht hatte damals „bestätigt“, dass die Belastung der Affen in den beantragten Tierversuchen „als gering bis höchstens mäßig“ einzustufen seien. Eine große Rolle bei dieser Entscheidung des Bundesverwaltungsgerichts war ein Gutachten von Franz-Josef Kaup, der zu der Zeit Mitglied im Arbeitskreis „Tiere im Versuch“ der Tierärztlichen Vereinigung für Tierschutz e.V. (TVT) war.
Der Rückzug des Deutschen Tierschutzbundes aus den Tierversuchskommissionen wurde außerdem damit begründet, dass zuständige Behörden ihre Entscheidung über Tierversuchsvorhaben lediglich auf Basis einer Plausibilitätskontrolle fällen dürfen. Das heißt, dass die Behörde laut §8 Tierschutzgesetz eine Genehmigung erteilen muss, wenn bestimmte Formalitäten erfüllt sind. Der derzeitige Wortlaut hierzu ist: „Die Genehmigung eines Versuchsvorhabens ist nach Prüfung durch die zuständige Behörde zu erteilen, wenn“, worauf eine Liste an Formalitäten folgt. Kritisiert wird dies auch von anderen Tierschutzorganisationen, darunter Ärzte gegen Tierversuche, Menschen für Tierrechte und PETA Deutschland. Ärzte gegen Tierversuche und Menschen für Tierrechte bezeichnen die Genehmigungspraxis inklusive die Rolle der Tierschutzkommissionen als „Farce mit Alibifunktion“.
Als Folge des Rückzugs vieler Tierschutzorganisationen aus den Tierversuchskommissionen war, dass deren Plätze größtenteils mit Mitgliedern der Tierärztlichen Vereinigung für Tierschutz e.V. (TVT) besetzt wurde, die dem TVT Arbeitskreis „Tiere im Versuch“ angehörten. Die Schwäbische Zeitung schreibt hierzu, dass „aus Sicht ihrer Kritiker vertrete die TVT eine forschungsfreundliche Linie und werde von den Behörden gerne in die Kommissionen berufen. Denn diese wollten es sich nicht mit den Universitäten verderben. Viele TVTler seien an Tierversuchen beteiligt und daher parteiisch.“

### Keine Pflicht zur paritätischen Besetzung der Kommissionen
§42 Tierschutzversuchstierverordnung schreibt vor, dass mindestens ein Drittel der Kommissionsmitglieder von Tierschutzorganisationen vorgeschlagen sein müssen. Tierschutzorganisationen kritisieren, dass sich die fehlende Pflicht zu einer paritätischen Besetzung der Kommissionen mit Vertretenden von Wissenschaft und Tierschutz nachteilig auf den Tierschutz auswirkt.
Darüber hinaus ist das Auswahlverfahren zur Berufung von Mitgliedern, die von anerkannten Tierschutzorganisationen vorgeschlagen wurden intransparent.

### Vorwurf der Unterwanderung der „Tierschutz-Seite“ der Kommissionen
Tierversuchskommissionen werden regelmäßig mit Mitgliedern der Tierärztlichen Vereinigung für Tierschutz (TVT) besetzt. Die TVT steht in der Kritik, dass viele ihrer Mitglieder selbst an Tierversuchen beteiligt sind und daher parteiisch seien.

### Fehlende Transparenz
Die Empfehlungen der Tierversuchskommissionen an die jeweilige zuständige Behörde sind nicht öffentlich. Das heißt, die Öffentlichkeit kann weder den Inhalt der Empfehlungen selbst, noch den Einfluss, den die beratende Funktion der Kommissionen auf die Entscheidung der Behörden über die Tierversuchsvorhaben haben, nachvollziehen und bewerten.